# Matteo Sellas

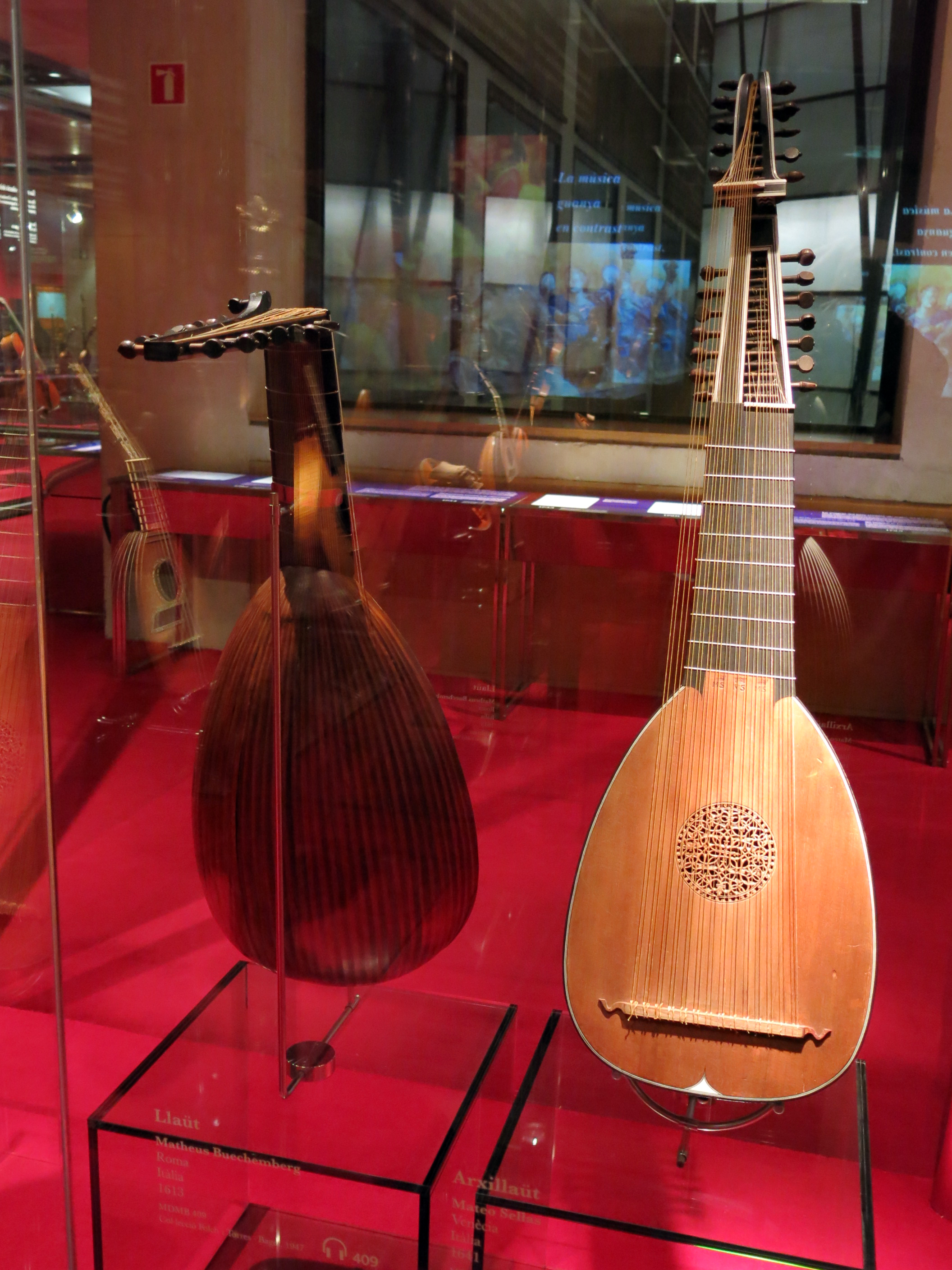
Arxillaüt de Matteo Sellas i llaüt de Matthäus Bückenberg al Museu de la Música de Barcelona.

Matteo Sellas o Matthäus Seelos (Füssen? c.1580 – Venècia, 1661) va ser un constructor d'origen alemany establert a Venècia. La seva activitat professional es va desenvolupar al voltant de mitjans del segle xvii. Al seu taller, en el qual treballava amb el seu germà Giorgio Sellas, fabricaven principalment instruments de corda polsada (guitarres, llaüts, tiorbes, arxillaüts) que destacaven per la seva elaborada decoració.

## Carrera
Era membre d'una família alemanya emigrada a Venècia amb una llarga trajectòria en la construcció d'instruments. En el seu taller 'alla Corona' a Venècia, durant el segle xvii, produïa llaüts, 'liuti attiorbati' i arxillaüts. Es caracteritzaven per la seva elevada elaboració tècnica i l'ornamentació decorativa. Els instruments normalment es fabricaven amb cordes d'ordre doble fetes de budell de be. Es construïen en diferents mides i podien tocar-se a sol, duos, trios o altres ensembles instrumentals i vocals.
Sellas va ser aprenent durant quatre anys al taller de Bartholomäus Ebersbacher, a Florència. Després d'això, va marxar a Bolonya juntament amb el seu amic i constructor Jacob Stadler amb el que es tornaria a trobar durant la seva estada a Nàpols, de 1607 a 1612. Se sap que en 1613 ja treballava al taller de Matthäus Bückemberg a Roma i que no va tornar a Venècia fins a 1630, on va romandre fins a la seva mort.

## Constructors alemanys a Venècia
Els constructors durant el segle xvii, motivats pels clients rics i seguidors de la música i l'activitat operística veneciana, competien en la decoració dels instruments. Així el gran treball de la fusta fosca contrastava amb les peces incrustades d'ivori, procés en el qual es cuidaven els més mínims detalls. El taller dels Sellas va aconseguir una gran popularitat i va portar la qualitat en l'ornamentació fins al màxim exponent. Arribaven fins i tot a incrustar figures tallades d'ivori (caçadors, soldats...) als instruments. El seu germà Giorgio Sellas construïa també guitarres i llaüts amb el mateix grau d'atenció en la decoració.

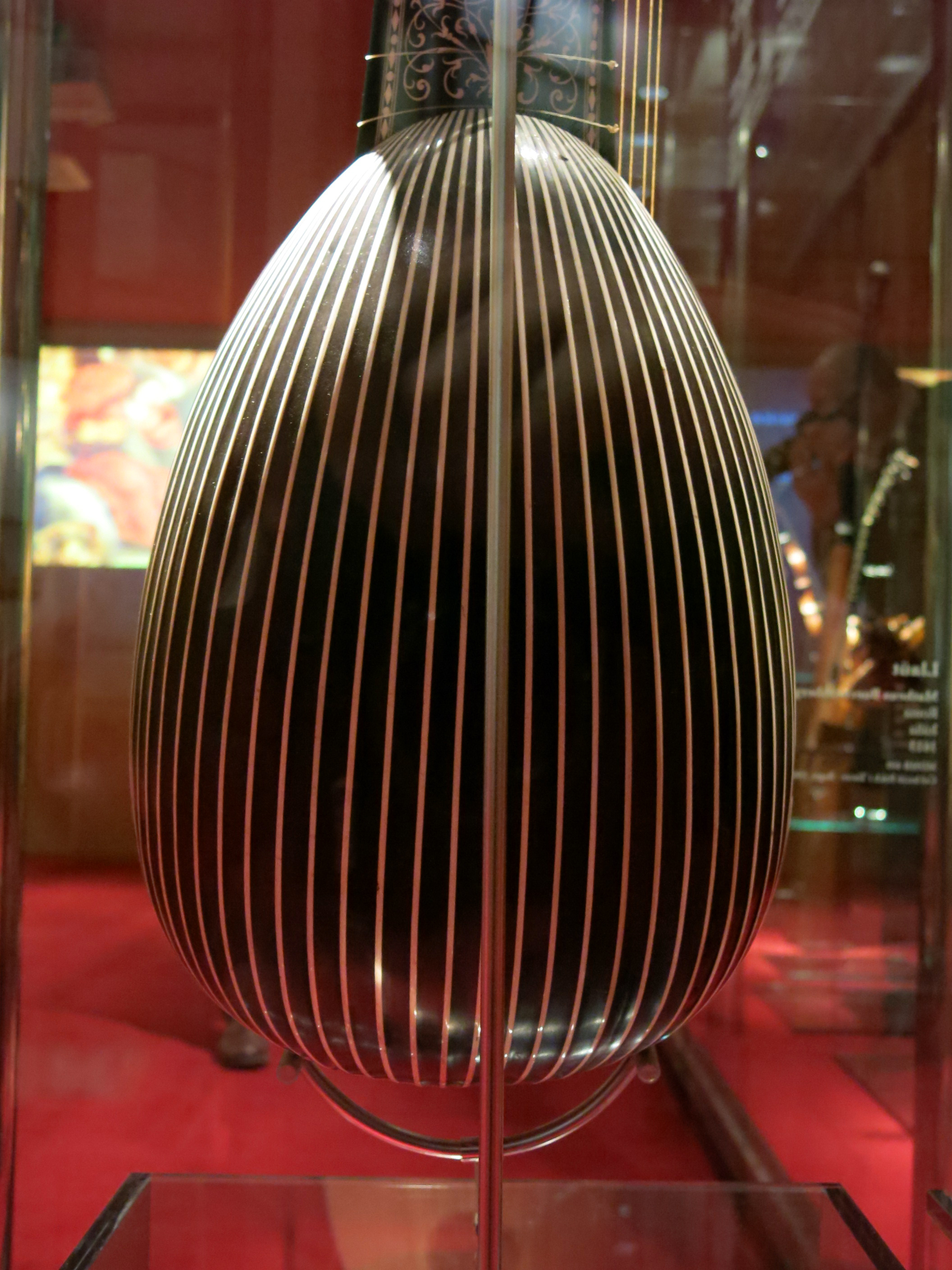
Arxillaüt de Matteo Sellas al Museu de la Música de Barcelona.

Es pensa que l'increment de fabricació de llaüts a Venècia va ser a causa de l'emigració de constructors alemanys a la ciutat que es van desplaçar principalment des del sud d'Alemanya, a mitjans del segle xvi, a causa de les incessants guerres i la resultant inestabilitat econòmica. Moltes famílies de constructors es van instal·lar al Rialto i al Fondaco dei Tedeschi. Famílies com Tieffenbrucker, Seelos i Koch van italianitzar els seus noms a Dieffopruchar, Sellas i Cocho.